# Словарь алгоритмов и структур данных
Словарь алгоритмов и структур данных (Dictionary of Algorithms and Data Structures) — англоязычный справочник по различным алгоритмам, «алгоритмическим трюкам», «исходным проблемам» и структурам данных в области информатики. Словарь поддерживается Полом Блэком, а находится на серверах Software Quality Group of the Software Diagnostics and Conformance Testing Division, Лаборатории информационных технологий, входящую в Национальный институт стандартов и технологий (США).

## Дополнительные источники
- Dictionary of Algorithms and Data Structures